# Kalenderrunde
Die Kalenderrunde ist ein Element des Mesoamerikanischen Kalenders, besonders bekannt im Aztekischen Kalender und Maya-Kalender. Sie entsteht durch Kombination des 260-tägigen Ritualkalenders (aztekisches Tonalpohualli und Tzolkin der Maya) mit dem 365-tägigen Gemeinjahr (Xihuitl der Azteken und Haab der Maya) und entspricht ca. 52 westlichen Kalenderjahren.
Das kleinste gemeinsame Vielfache der Periodizitäten des Xihuitl oder Haab (365 = 5 × 73 Tage) und des Tonalpohualli oder Tzolkin (260 = 4 × 5 × 13 Tage) beträgt 4 × 5 × 13 × 73 Tage; daher wiederholen sich die Kombinationen aus beiden Zyklen identisch nach dieser Zeit (18.980 Tage). Dieser Zeitraum wird als Kalenderrunde bezeichnet (aztekisch: xiuhmolpilli, Jahresbindung). Innerhalb dieses Zeitraumes ist eine aus den beiden kürzeren Zyklen bestehende Datumsangabe, z. B. von 6 Edznab 11 Yax, im Mayakalender eindeutig; eine entsprechende Tagesbezeichnung ist bei den Azteken nicht bekannt.
Für die Gemeinjahre (Xihuitl, Haab) wurden festgelegte Tage zur Benennung der Jahre verwendet. Diese Jahresnamen bestanden aus den Ziffern 1 bis 13 und 4 der 20 Zeichen des Tonalpohualli oder Tzolkin (diese wurden als Jahresträger bezeichnet, waren bei den verschiedenen Kalendern jedoch nicht identisch). Die Reihenfolge dieser Jahresnamen wiederholte sich innerhalb der Kalenderrunde identisch immer wieder und wurde zur Kennzeichnung der Jahre in ganz Mesoamerika verwendet. Eine Zählung der Kalenderrunden gab es jedoch nicht.
Die letzte Zeugnisse dieser „Kurzen Zählung“ des Maya-Kalenders finden sich in der Kolonialzeit. Im Jahr 1655 werden in den „Annalen von Oxkutzcab“, einer Abschrift in yukatekischer Sprache zweiter Generation eines ursprünglichen Hieroglyphentextes, Ereignisse der 1540er Jahre in kurzer Zählung genannt.
Für längere Zeiträume verwendeten die Maya-Zivilisation#Klassik (ca. 250–1000 n. Chr.) Maya und benachbarte, frühere Kulturen (Olmeken) die Lange Zählung, die es erlaubte, historische Daten eindeutig anzugeben.